# Dorota Tlałka-Mogore
Dorota Tlałka-Mogore (ur. 27 kwietnia 1963 w Zakopanem) – polska narciarka alpejska, startująca od 1986 roku w barwach Francji; trenerka. W latach osiemdziesiątych zaliczana do czołówki światowej.

## Kariera
Córka Jana Tlałki (inżyniera architekta, mistrza i rekordzisty kraju na 5 i 10 km w łyżwiarstwie szybkim) i Władysławy Stopkówny (narciarka, biegaczka, członek kadry narodowej).
Narciarka (171 cm, 64 kg), specjalistka w konkurencjach alpejskich, reprezentantka WKS Legia Zakopane (1978–1985), wychowanka trenera Stanisława Gogólskiego, podopieczna trenerów: Tadeusza Kaima i Andrzeja Kozaka (kadra) i klubu francuskiego Ski Club La Clusas (1986–1990). Wraz z siostrą bliźniaczką Małgorzatą, jako pierwsze polskie alpejki znalazły się w ścisłej czołówce narciarstwa alpejskiego, zajmując wysokie punktowane miejsca w zawodach o Pucharze Świata, mistrzostwach świata i igrzyskach olimpijskich.
W czerwcu 1985 wyjechały do Francji, w październiku tegoż roku wyszły za mąż za braci Mogore (Dorota za 28-letniego Christiana – dziennikarza, a Małgorzata za jego młodszego brata, by uzyskać prawo pobytu we Francji i obywatelstwo).
4-krotna mistrzyni Polski w slalomie (1981), slalomie gigancie (1980, 1982) i kombinacji (1982). 9-krotna wicemistrzyni kraju: w slalomie (1980, 1982, 1984–1985), slalomie gigancie (1984) i kombinacji (1980, 1983–1985) i 2-krotna wicemistrzyni Francji w slalomie (1987–1988). 3-krotna brązowa medalistka ME juniorek: 1981 (slalom gigant, slalom, kombinacja alpejska) była potem uczestniczką MŚ: 1982 Schladming-Haus: 22 m. (slalom gigant), 4 m. (slalom), 12 m. (kombinacja); 1985 Bormio: 34 m. (slalom gigant), 6 m. (slalom), 18 m. (kombinacja); 1987 Crans-Montana: 8 m. (slalom); 1989 Vail: 7 m. (slalom) i PŚ: 1980: 78 m., 1982: 36 m., 1983: 28 m., 1984: 21 m., 1985: 31 m. Wicemistrzyni Zimowej Uniwersjady: 1985 Belluno (slalom). Zwyciężyła w zawodach Wielkiej Nagroda Słowacji (1985 – slalom). Jako jedyna dotychczas polska alpejka wygrała zawody Pucharu Świata (Madonna di Campiglio w 1984).
Olimpijka z Sarajewa 1984 i Calgary 1988, gdzie dla Francji wywalczyła 8. miejsce w slalomie specjalnym.
W Plebiscycie Przeglądu Sportowego na Najlepszego Sportowca w 1984 r. zajęła 8. miejsce.
W 2019 została odznaczona Złotym Krzyżem Zasługi.
Mieszka we Francji w miejscowości Méribel. Ma dwie córki – Barbarę i Lidię.

## Osiągnięcia

### Igrzyska olimpijskie
| Miejsce | Dzień     | Rok  | Miejscowość | Konkurencja | Czas biegu | Strata | Zwyciężczyni     |
| ------- | --------- | ---- | ----------- | ----------- | ---------- | ------ | ---------------- |
| 30.     | 13 lutego | 1984 | Sarajewo    | Gigant      | 2:20,98    | +5,92  | Debbie Armstrong |
| DNF1    | 13 lutego | 1984 | Sarajewo    | Slalom      | 1:36,47    | -      | Paoletta Magoni  |
| 8.      | 26 lutego | 1988 | Calgary     | Slalom      | 1:36,69    | +3,17  | Vreni Schneider  |

### Mistrzostwa świata
| Miejsce | Dzień       | Rok  | Miejscowość   | Konkurencja | Czas biegu | Strata     | Zwyciężczyni  |
| ------- | ----------- | ---- | ------------- | ----------- | ---------- | ---------- | ------------- |
| 12.     | 31 stycznia | 1982 | Schladming    | Kombinacja  | 8,99 pkt   | +65,35 pkt | Erika Hess    |
| 22.     | 2 lutego    | 1982 | Schladming    | Gigant      | 2:37,17    | +5,89      | Erika Hess    |
| 4.      | 6 lutego    | 1982 | Schladming    | Slalom      | 1:41,60    | +0,56      | Erika Hess    |
| 18.     | 4 lutego    | 1985 | Bormio        | Kombinacja  | 18,72 pkt  | +90,64 pkt | Erika Hess    |
| 34.     | 6 lutego    | 1985 | Bormio        | Gigant      | 2:18,53    | +9,18      | Diann Roffe   |
| 6.      | 9 lutego    | 1985 | Bormio        | Slalom      | 1:29,58    | +0,85      | Perrine Pelen |
| 8.      | 7 lutego    | 1987 | Crans-Montana | Slalom      | 1:33,30    | +2,11      | Erika Hess    |
| 12.     | 7 lutego    | 1989 | Vail          | Slalom      | 1:30,88    | +3,22      | Mateja Svet   |

### Puchar Świata

#### Miejsca w klasyfikacji generalnej
- sezon 1979/1980: 78.
- sezon 1981/1982: 36.
- sezon 1982/1983: 28.
- sezon 1983/1984: 21.
- sezon 1984/1985: 31.
- sezon 1985/1986: 69.
- sezon 1986/1987: 39.
- sezon 1987/1988: 37.
- sezon 1988/1989: 46.

#### Miejsca na podium w zawodach
1. Montgenèvre – 27 marca 1982 (slalom) – 3. miejsce
2. Les Diablerets – 30 stycznia 1983 (slalom) – 3. miejsce
3. Bad Gastein – 14 stycznia 1984 (slalom) – 3. miejsce
4. Oslo – 24 marca 1984 (slalom) – 2. miejsce
5. Madonna di Campiglio – 14 grudnia 1984 (slalom) – 1. miejsce